# Tatsuya Murata
Tatsuya Murata (jap. 村田 達哉 Murata Tatsuya; ur. 8 sierpnia 1972) – japoński piłkarz występujący na pozycji obrońcy.

## Kariera klubowa
Od 1991 do 2004 roku występował w klubach Verdy Kawasaki, Consadole Sapporo, Vegalta Sendai i Omiya Ardija.